# Domoušice

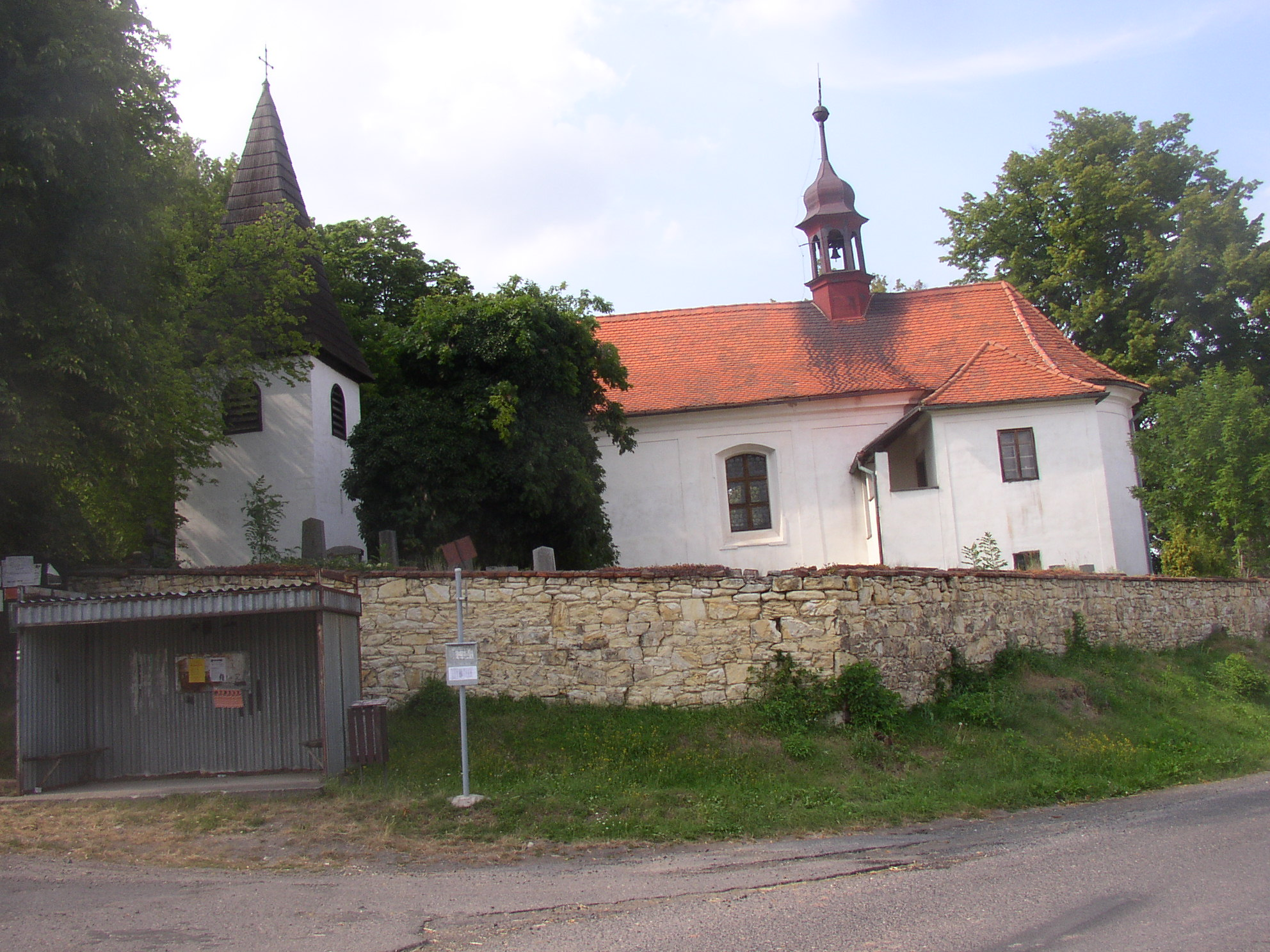
Kirche des hl. Martin in Filipov

Domoušice (deutsch Domauschitz) ist eine Gemeinde in Tschechien. Sie liegt 17 Kilometer südöstlich von Žatec und gehört zum Okres Louny.

## Geographie
Domoušice befindet sich auf einer Anhöhe rechtsseitig über dem Tal der Hasina im Hügelland Džbán. Das Dorf liegt auf dem Gebiet des Naturreservates Džbán. Nördlich erhebt sich der Červený vrch (400 m), im Nordosten die Podhora (459 m), östlich der Číhadlo (482 m), im Süden der Džbán (536 m), südwestlich die Zadní Rovina (524 m), im Westen die Rovina, der Pískový vrch (526 m) und der Špičák (490 m) sowie nordwestlich die Pravda (484 m). Durch den Ort verläuft die Bahnstrecke Rakovník–Louny.
Nachbarorte sind Markvarec und Konětopy im Norden, Solopysky, Horní Ročov und Dolní Ročov im Nordosten, Smilovice, Bor, Milý und Pochvalov im Osten, Dučice, Kalivody, Kroučová und Třeboc im Südosten, Filipov und Lhota pod Džbánem im Süden, Perun, Mutějovice, Milostín und Kounov im Südwesten, Na Rovinách, Deštnice und Nečemice im Westen sowie Lhota, Výhledy, Kozlov, Nový Svět, Třeskonice und Pnětluky im Nordwesten.

## Geschichte
Das Gemeindegebiet war bereits in der Frühzeit besiedelt. Auf der Rovina befand sich eine Befestigungsanlage der späten Hallstattzeit zwischen 560 und 460 v. Chr.
Domoušice wurde vermutlich zu Beginn des 14. Jahrhunderts in den königlichen Wäldern des Džbán nach slawischem Recht angelegt. Es wird angenommen, dass das Dorf ursprünglich Tomášice hieß, und nach seinem Gründer, einem königlichen Unterkämmerer Tomáš benannt wurde.
Die erste urkundliche Erwähnung von Domoušice erfolgte am 4. November 1325, als König Johann von Luxemburg dem Ritter Chwal und seinem Sohn Dietrich die emphyteutische Aussetzung des Dorfes nach deutschem Recht bewilligte. Zugleich bewilligte ihnen der König die Ansiedlung je eines Bäckers, Metzgers, Schusters, Schmiedes und Müllers, die Errichtung einer Schänke, die Einsetzung eines Dorfrichters sowie die Anwendung des Nesuchiner Rechts. Wenig später wurde der Vizepleban von Velhota nach Domoušice verlegt. Seit den 1370er Jahren bildete die Kirche des hl. Martin eine Filialkirche der Pfarre Kounov. Nach dem Tod des Dietrich von Domoušice fiel das Dorf dem Kloster Insula zu. Der Benediktinerkovent erließ dem Dorf 1373 verschiedene Abgaben und erteilte ihm zusätzlich noch das Rakonitzer Recht. Nach der Zerstörung des Klosters Insula durch die Hussiten bemächtigte sich König Sigismund des Gutes und verpfändete es an verschiedene Herren für Dienste im Kampf gegen die Aufständischen. Die Einwohnerschaft wurde zu dieser Zeit protestantisch. Letzter Pfandbesitzer war zunächst Heinrich Kolowrat-Žehrovský, von dem die böhmische Krone das Pfand im Jahre 1460 wieder einlöste. Später erwarb Georg von Birka und Nassiedel (Jiří Bírka z Násilé) das Gut, ihm folgte sein Sohn Wenzel. Nach der Verpfändung des Gutes an die Stadt Louny ließ sich Domoušice 1534 die alten Privilegien, insbesondere das deutsche Recht, bestätigen. Nachdem Kaiser Rudolf II. 1599 das St.-Elisabeth-Spital in der Prager Neustadt errichtet hatte, überließ er Domoušice zum Wohle des Spitals dem Rat der Prager Neustadt, der das Gut an das Dekanat St. Apollinaris übertrug. Nach der Schlacht am Weißen Berg wurde der protestantische Pfarrer vertrieben und die Pfarre wegen des Mangels an katholischen Geistlichen vom Launer Dekan verwaltet. 1627 wurde das Richtergut zusammen mit einigen im Dreißigjährigen Krieg wüst gefallenen Bauerngütern in einen Meierhof gewandelt. Im Jahr darauf ging das Gut aus dem Besitz des Dekanats St. Apollinaris an das Metropolitankapitel St. Veit auf der Prager Burg über, welches das Gut zum Pfrund der ältesten Domherren bestimmte. Dadurch wurde der Prager Domherr und Dekan von St. Apollinaris Elias Kolbius von Kolumberg Besitzer von Domoušice, ihm folgte Cyprian Petrides von Steinfeld, der den Hof an Tomáš Písařovic verpachtete. Nach Kriegsende wurde die Verwaltung der Pfarrei Domoušice dem Augustinerkloster Unter-Rotschow übertragen. Zu dieser Zeit setzte eine Vergrößerung der Robotpflichten ein. In der berní rula von 1654 sind für Domoušice 13 Bauern und sieben Chalupner aufgeführt. Zu den nachfolgenden Besitzern gehörten die Domherren Daniel Hesselius von Kamsberg, Zetwinger von Zetwinberg, ab 1681 Georg Kriegelstein und ab 1686 Thomas Johann Becker. Wegen der hohen Frondienste kam es zum Ende der 1670er Jahre zu Rebellionen. Kaiser Leopold I. ordnete deshalb 1680 Erleichterungen an und reduzierte den Robot auf drei Tage wöchentlich. Die erste Nachricht über einen Lehrer in Domoušice stammt von 1697, der Unterricht erfolgte in angemieteten Räumen. Am 7. März 1754 verkaufte das Domkapitel das abgelegene und wenig rentable Gut Domoušice an den Domkapitular Johann Andreas Kneisl. Domoušice bestand zu dieser Zeit aus 14 Ganzhüfnern und zwölf Halbhüfnern. Johann Andreas Kneisl ließ die Kirche erweitern. Von ihm erbte sein Neffe, der Appellationsrat Johann Augustin von Kneisl das Gut. Dieser brach die kaiserlichen Robotpatente und erhöhte die Fron, im Zeitraum von 1770 bis 1771 kam es daraufhin in Domoušice wegen der hohen Lasten zu Unruhen. Wegen wirtschaftlicher Schwierigkeiten verkaufte Johann Augustin Kneisl das Gut 1783 an Wenzel Johann Paul. Paul ließ in Domoušice ein Schulhaus errichten, in dem auch die Kinder aus Solopysky unterrichtet wurden. Am Hang südlich der Kirche, wo wahrscheinlich das alte Tomášice gestanden war, ließ er 1784 die Siedlung Philippsthal anlegen. Bei der Einführung der Hausnummerierung bestand Domoušice aus 42 Häusern, darunter ein Gasthaus, eine Schmiede, eine Mühle und ein herrschaftliches Jägerhaus. Um 1790 erbte der Sohn von Wenzel Johann Paul, Leopold Paul, das Gut. Dieser verkaufte es 1799 an Karl Prückner. Im Jahre 1802 kaufte Jakob Wimmer von Wimmersberg das Gut. Er veräußerte es noch im Dezember desselben Jahres an Joseph II. zu Schwarzenberg, der es an seine Herrschaft Zittolieb mit Diwitz anschloss. 1833 erbte Johann Adolf II. zu Schwarzenberg den Besitz. Im Jahre 1836 wurde in Domauschitz eine Pfarrei eingerichtet.
Im Jahre 1844 umfasste das landtäflige Gut Domauschitz eine Nutzfläche von 975 Joch 245 Quadratklafter. Auf seinem Gebiet lebten 593 tschechischsprachige Personen, darunter drei jüdische Familien. Zum Gut Domauschitz gehörten lediglich die Dörfer Domauschitz und Philippsthal.
Das Dorf Domauschitz bestand aus 50 Häusern mit 442 Einwohnern, darunter drei jüdischen Familien. Unter dem Patronat der Obrigkeit standen die Pfarrkirche des hl. Martin, die Pfarradministratur und die Schule. Außerdem gab es im Dorf ein obrigkeitliches Schloss, einen dominikalen Meierhof mit Schäferei, eine Mühle und ein Wirtshaus. Abseits lag auf der gleichnamigen Hochfläche der Meierhof Rowina mit einem Dominikalhäuschen. Domauschitz war Pfarrort für Philippsthal (Filipov). Die Bewohner lebten vom Obst-, Hopfen- und Kartoffelbau, der schwere rote Lettenboden war trotz der kalten Lage ergiebig. Außerdem wurde Pläner gebrochen. Wegen der gestiegenen Zahl der Schüler erfolgte 1844 einer Erweiterung der Schule. Bis zur Mitte des 19. Jahrhunderts blieb Domauschitz der Allodialherrschaft Zitolib samt dem Gut Domauschitz untertänig.
Nach der Aufhebung der Patrimonialherrschaften bildete Domaušice / Domauschitz ab 1850 mit dem Ortsteil Filipov / Philippsthal eine politische Gemeinde im Bezirk und Gerichtsbezirk Laun. Im Jahre 1869 hatte das Dorf 779 Einwohner. 1874 wurde der zweiklassige und 1881 der dreiklassige Unterricht aufgenommen. Im Jahre 1883 entstand ein neues Schulgebäude. Zum Ende des 19. Jahrhunderts wurde der Ort als Domousice bezeichnet, die heutige Namensform Domoušice setzt sich Anfang des 20. Jahrhunderts durch. Im Jahre 1904 nahm die Eisenbahn Rakonitz–Laun den Verkehr auf der Bahnstrecke Rakonitz–Laun auf. Am Anfang des 20. Jahrhunderts entstanden zudem ein neues Pfarrhaus und zahlreiche neue Wohngebäude. Beim Zensus von 1921 hatte Domoušice 1039 Einwohner, dies war zugleich die höchste Bevölkerungszahl in der Geschichte des Ortes. In dieser Zeit wuchsen Filipov und Domoušice zusammen.
Nach 1950 verlor Filipov seinen Status als Ortsteil. 1961 lebten in Domoušice 745 Personen. Mit Beginn des Jahres 1981 wurde Solopysky eingemeindet. Der Ortsteil Domoušice hatte im Jahre 2001 450 Einwohner. Domoušice ist ein Hopfenbauort.

## Gemeindegliederung
Die Gemeinde Domoušice besteht aus den Ortsteilen Domoušice (Domauschitz) und Solopysky (Solopisk). Das Gemeindegebiet gliedert sich in die Katastralbezirke Domoušice und Solopysky u Loun. Zu Domoušice gehören außerdem die Ansiedlung Filipov (Philippsthal) und die Einschicht Na Rovinách (Rowina).

## Sehenswürdigkeiten
- Barocke Kirche des hl. Martin in Filipov, erbaut 1754 unter Andreas Kneisl auf einem erhöhten Punkt südöstlich von Domoušice
- Steinerner Glockenturm und zwei Kapellen auf dem Friedhof von Filipov, errichtet im 18. Jahrhundert
- Schloss Domoušice, erbaut 1714 für die Domherren. Von 1802 bis 1924 gehörte es der Familie Schwarzenberg, danach war es Sitz eines staatlichen Forstamtes. Heute befindet sich das gut erhaltene Schloss in Privatbesitz und dient als Wohnsitz.
- Kapelle der hl. Anna auf dem Dorfplatz von Domoušice, errichtet 1764
- Burgstall Domoušice bzw. Rovina auf der gleichnamigen Tafel westlich von Domoušice. Von der späthallstattzeitlichen Befestigungsanlage aus der Zeit zwischen 560 und 460 v. Chr. sind Reste des Walles und des Grabens erhalten. Auf der Zadní Rovina befinden sich zudem die Steinreihen von Kounov.
- Burgruine Pravda aus der Mitte des 15. Jahrhunderts, nordwestlich des Dorfes auf dem gleichnamigen Kamm
- Burgruine Džbán, auch Čbán bzw. Držemberk genannt, auf einem Sporn des Džbán-Plateaus südlich von Domoušice, sie wurde wahrscheinlich 1318 während der zwischen Žatec und Rakovník stattgefundenen Kämpfe zwischen Wilhelm Zajíc von Waldeck und König Johann von Luxemburg zerstört.
- Eisenhaltige Mineralquelle in Solopysky
- Kapelle in Solopysky

## Söhne und Töchter der Gemeinde
- Josef J. Pihert (1845–1911), Komponist
- Václav Bergman (1915–2003), Jagdflieger, er war Kommandeur der 310. tschechoslowakischen Jagdstaffel der RAF (1942) und der 313. tschechoslowakischen Jagdstaffel der RAF (1944)